# Подвязье (Нижегородская область)

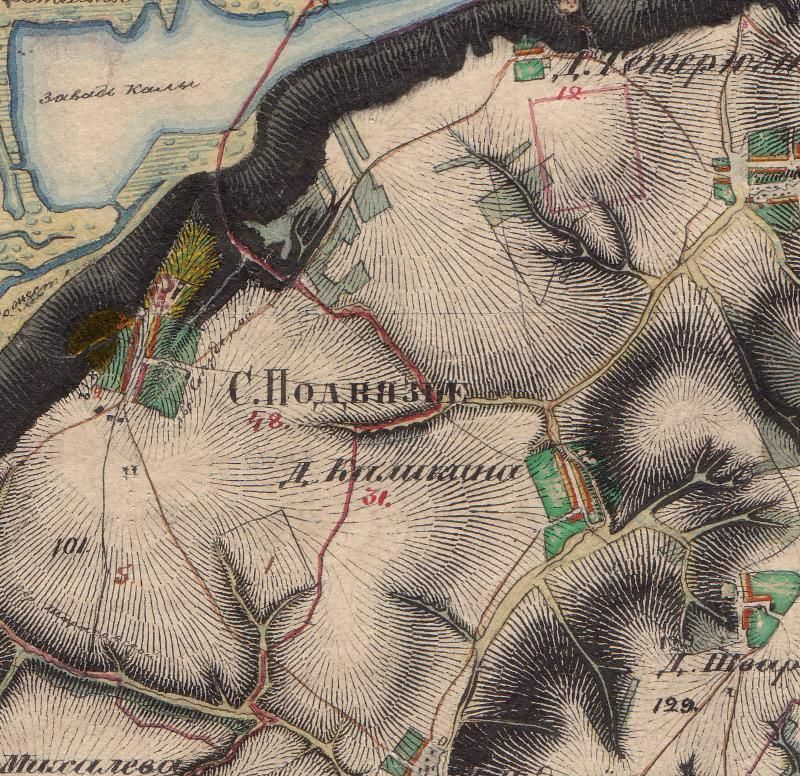
Карта села Подвязье

Подвя́зье — село в Богородском районе Нижегородской области. Входит в состав Алёшковского сельсовета.
Находится на высоком правом берегу Оки напротив поселка Желнино, в 13 км к северо-западу от Богородска и в 40 км к юго-западу от центра Нижнего Новгорода.
| 1999 | 2002 | 2010 |
| ---- | ---- | ---- |
| 36   | ↘16  | ↘12  |

## История
Первое упоминание о Подвязье датируется 1588 годом. Ока относилась к Муромскому тракту, который связывал центр России и Нижегородскую Стрелку. По реке установили три городища — Венец, Подвязье, Сокольское, чтобы люди имели возможность во время длительного пути сделать в этих местах безопасную остановку. Государство таким образом давало возможность находившимся в городищах гарнизонам заработать, а также решало немаловажную проблему защиты торгового люда. По исследованиям нижегородских историков, изначально поселением владели боярские дети Дмитрий и Никифор Соколовы, затем — глава стрелецкого гарнизона Владимир Оничков, с 1608 года его сын — тоже Владимир, погибший в ополчении Минина и Пожарского при освобождении Москвы от поляков в 1612 году.
После смерти его жены Домны Подвязье приобрели столбовые дворяне братья Приклонские (представители древнего рода).
В середине XIX века Подвязье и еще 15 селений Горбатовского уезда с 1625 крепостными душами принадлежали самым богатым после Шереметевых помещикам Козловым (дочь Приклонского была замужем за бригадиром Козловым).
В 1774 году село подверглось разграблению разбойником Кулагой.

## Достопримечательности
- Усадьба Приклонских-Рукавишниковых — одна из наиболее сохранившихся дворянских усадеб в Нижегородской области.
- Вознесенская церковь (ведутся реставрационные работы по восстановлению первозданного облика)